# Ерменсай
Ерменсай (каз. Ерменсай) — село в Бостандыкский район Города Алматы Казахстана. Входит в состав Большеалматинского сельского округа. Код КАТО — 195257400.

## Население
В 1999 году население села составляло 950 человек (459 мужчин и 491 женщина). По данным переписи 2009 года, в селе проживало 987 человек (488 мужчин и 499 женщин).